# Росендо Ернандес
Росендо Ернандес Гонсалес (ісп. Rosendo Hernández González, 1 березня 1921, Санта-Крус-де-Тенерифе — 3 серпня 2006, Санта-Крус-де-Тенерифе) — іспанський футболіст, що грав на позиції півзахисника, зокрема, за клуби «Еспаньйол» та «Реал Сарагоса», а також національну збірну Іспанії. По завершенні ігрової кар'єри — тренер.

## Клубна кар'єра
У футболі дебютував 1942 року виступами за команду «Культураль Леонеса», в якій провів один сезон. 
Протягом 1943—1944 років захищав кольори клубу «Атлетіко Мадриленьйо».
Своєю грою за останню команду привернув увагу представників тренерського штабу клубу «Еспаньйол», до складу якого приєднався 1944 року. Відіграв за барселонський клуб наступні шість сезонів своєї ігрової кар'єри. Більшість часу, проведеного у складі «Еспаньйола», був основним гравцем команди. У складі «Еспаньйола» був одним з головних бомбардирів команди, маючи середню результативність на рівні 0,41 голу за гру першості.
1950 року уклав контракт з клубом «Реал Сарагоса», у складі якого провів наступні два роки своєї кар'єри гравця. 
Завершив професійну ігрову кар'єру у клубі «Лас-Пальмас», за команду якого виступав протягом 1952—1954 років.

## Виступи за збірну
1949 року дебютував в офіційних матчах у складі національної збірної Іспанії. Протягом кар'єри у національній команді провів у її формі 4 матчі.
У складі збірної був учасником чемпіонату світу 1950 року у Бразилії, де зіграв з США (3-1) на першому груповому етапі і зі Швецією (1-3) на другому. 

## Кар'єра тренера
Розпочав тренерську кар'єру, повернувшись до футболу після невеликої перерви, 1962 року, очоливши тренерський штаб клубу «Лас-Пальмас».
1965 року став головним тренером команди «Реал Бетіс», тренував клуб з Севільї один рік.
1970 року очолював «Лас-Пальмас».
Останнім місцем тренерської роботи був клуб «Реал Сарагоса», головним тренером команди якого Росендо Ернандес був протягом 1971 року.
Помер 3 серпня 2006 року на 86-му році життя у місті Санта-Крус-де-Тенерифе.